# Dorothy Dalton
Dorothy Dalton (22 de septiembre de 1893 – 13 de abril de 1972) fue una actriz teatral y del cine mudo estadounidense.

## Carrera
Nacida en Chicago, Illinois, Dorothy trabajaba en compañías teatrales de repertorio en Chicago y en Holyoke, Massachusetts. Formó parte de la cadena de teatros de vodevil de la Keith-Albee-Orpheum Corporation. 
Hacia 1914 se encontraba en Hollywood. Debutó en el cine en 1914 con los filmes Pierre of the Plains, junto a Edgar Selwyn, y Across the Pacific. En 1915 Dalton trabajó con William S. Hart en The Disciple. Esta producción llegó antes de que dejara Triangle Film Corporation y firmara con los estudios de Thomas Harper Ince. La compañía de Ince funcionó desde 1919 hasta la muerte de él en 1924. Con Ince, Dalton actuó en The Price Mark y Love Letters, ambas junto a  William Conklin. Además trabajó con Rodolfo Valentino en Moran of the Lady Letty (1922), y con H. B. Warner en The Flame of the Yukon (1917) y The Vagabond Prince (1916).
La carrera teatral de la actriz incluyó interpretaciones como la de  Chrysis en Aphrodite, de Morris Gest en 1920, y la obra The Country Wife, representada en Broadway.

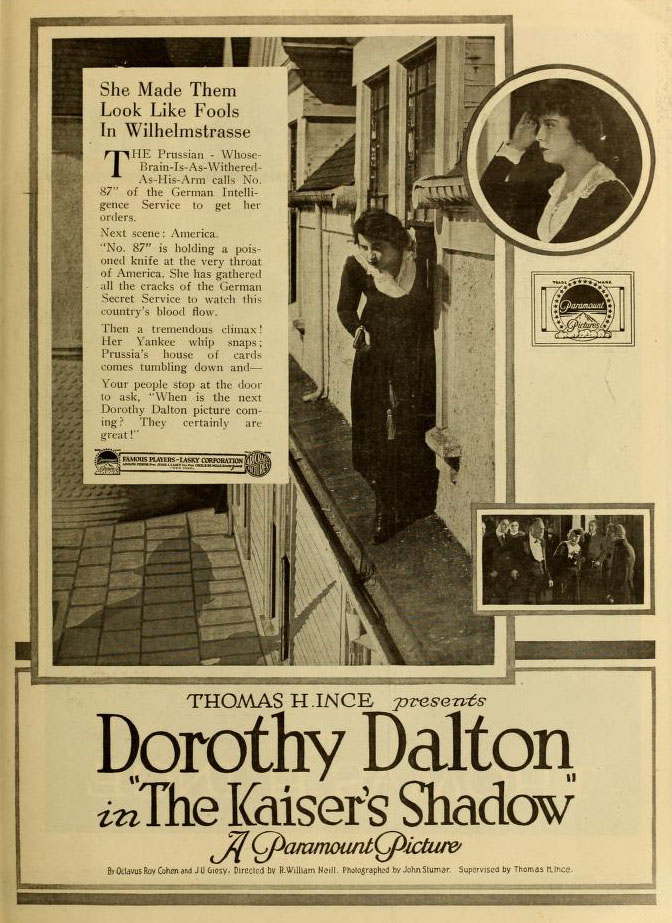
The Kaiser's Shadow (1918)
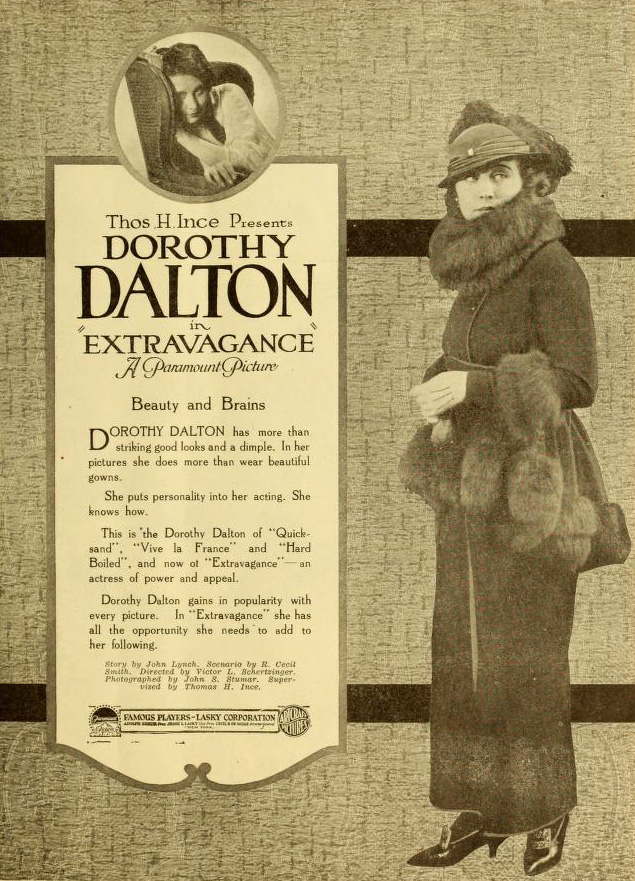
Extravagance (1919)
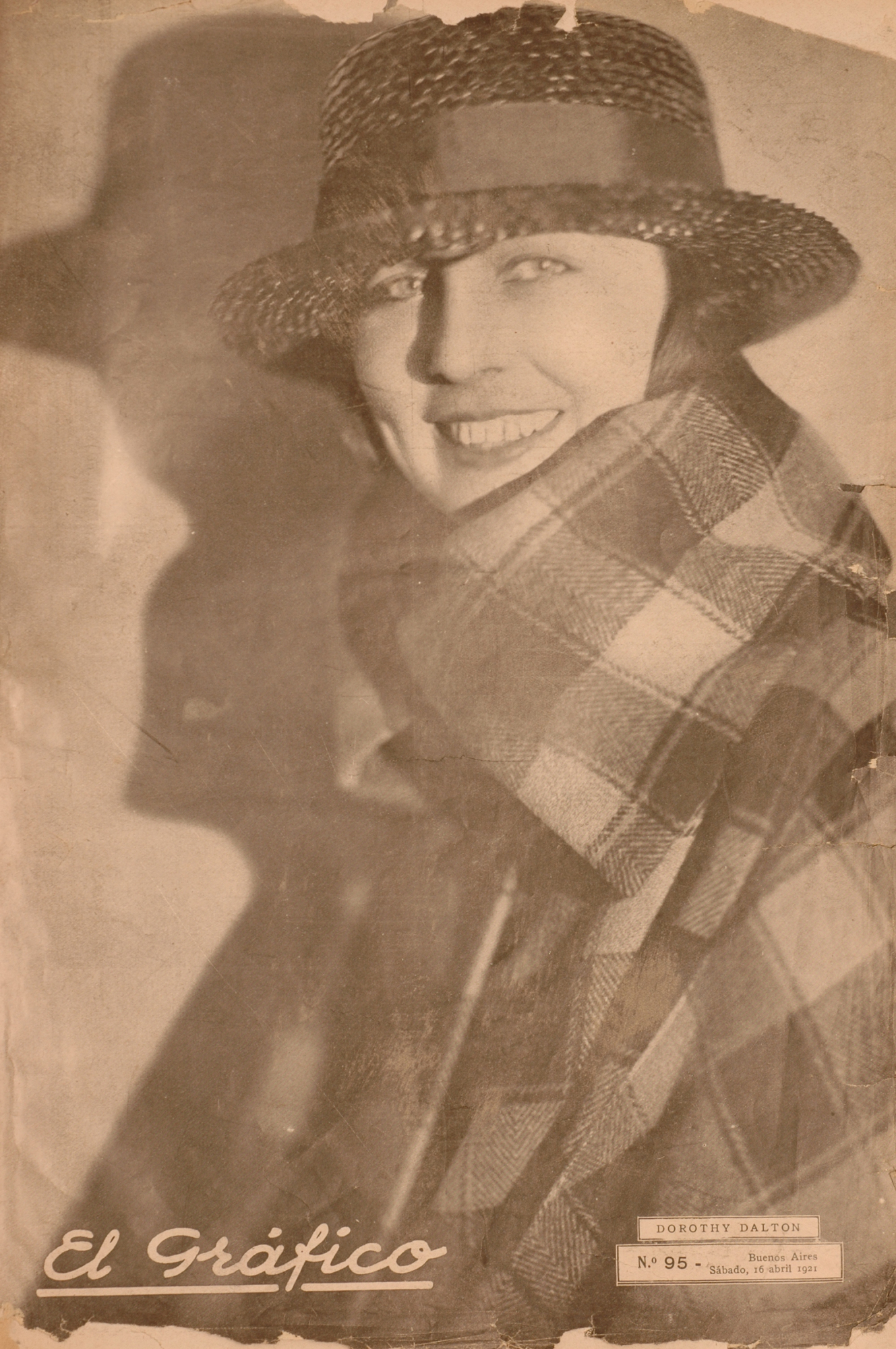
En la portada de El Gráfico (1921)

## Vida personal
Dalton estuvo casada con el actor Lew Cody, de quien se divorció más tarde. Posteriormente, en 1924, se casó con el productor teatral Arthur Hammerstein. Tras este segundo matrimonio, Dorothy actuó en raras ocasiones. El matrimonio duró hasta el fallecimiento de Hammerstein en 1955.
Dorothy Dalton falleció en 1972, en su domicilio en Scarsdale, estado de Nueva York.